# Radical 55

Le radical 55 (廾), qui signifie "deux mains" ou "vingt", est un des 31 des 214 radicaux chinois répertoriés dans le dictionnaire de Kangxi composés de trois traits.
Le caractère Unicode de 廾 est 5EFE.

## Caractères avec le radical 55
| nombre de traits          | caractères |
| ------------------------- | ---------- |
| Sans trait supplémentaire | 廾         |
| 1 traits supplémentaires  | 廿 开      |
| 2 traits supplémentaires  | 弁         |
| 3 traits supplémentaires  | 异         |
| 4 traits supplémentaires  | 弃 弄 弅   |
| 5 traits supplémentaires  | 弆         |
| 6 traits supplémentaires  | 弇 弈      |
| 7 traits supplémentaires  | 弉         |
| 12 traits supplémentaires | 弊         |